# おやすみ泣き声、さよなら歌姫
「おやすみ泣き声、さよなら歌姫」（おやすみなきごえ、さよならうたひめ）は、クリープハイプのメジャー1枚目のシングル。2012年10月3日にGetting Better（ビクターエンタテインメント）から発売された。初回限定盤には特典DVDが付属。

## 概要
メジャー1stシングル。初回限定盤(VIZL-498)はCD＋DVD、通常版(VICL-36727)はCDのみの発売。
ミュージックビデオは、松居大悟が監督、大東駿介が出演している。

## 収録曲

### CD
(M-4をのぞき、作詞・作曲：尾崎世界観)
1. おやすみ泣き声、さよなら歌姫 [4:03]
  - 尾崎は「『これが最後の歌だったら』って思ってる自分を、外から客観的に見たらどうなのかって考えて書いた」と述べている[2]。
2. 転校生 [3:50]
3. 明日はどっちだ [3:55]
4. グレーマンのせいにする ～2012年6月9日、赤坂BLITZにて [3:12]
(作詞・作曲：長谷川カオナシ)

### 初回限定盤DVD
- 2012年6月9日に行われた赤坂BLITZ公演ライブ映像

1. 愛の標識
2. 愛は
3. SHE IS FINE
4. オレンジ
5. 身も蓋もない水槽
6. HE IS MINE
7. イノチミジカシコイセヨオトメ
8. 手と手